# Rejon krzyżopolski
Rejon krzyżopolski – jednostka administracyjna w składzie obwodu winnickiego Ukrainy.
Powstał w 1923. Ma powierzchnię 880 km² i liczy około 41 tysięcy mieszkańców. Siedzibą władz rejonu jest Krzyżopol.
W skład rejonu wchodzą 1 osiedlowa rada oraz 19 rad wiejskich obejmujących 36 wsi i 8 osad.

## Miejscowości rejonu
- (Андріяшівка)
- (Вербка)
- (Дахталія)
- (Джугастра)
- (Долинка)
- (Доярня)
- (Файгород)
- (Гарячківка)
- (Голубече)
- (Горби)
- Miastówka (Городківка)
- (Іллівка)
- (Кавків Яр)
- (Кісниця)
- Kniaża Krynica[1] (Кринички)
- (Красносілка)
- Krasne (Красне)
- Krzykliwiec (Крикливець)
- Krzyżopol (Крижопіль)
- Lewków (Левків)
- (Леонівка)
- (Мар'янівка)
- (Мар'янівське)
- (Одаї)
- (Павлівка)
- (Петрунівка)
- (Радянське)
- (Рудник)
- (Савчине)
- Sokoliwka (Соколівка)
- (Сонячне)
- (Суха Долина)
- (Теклівка)
- Ternówka[2] (Тернівка)
- (Шарапанівка)
- (Шуми)
- (Вербецьке)
- (Вигода)
- (Висока Гребля)
- (Вільшанка)
- (Заболотне)
- (Залісся)
- (Зеленянка)
- Żabokrycz (Жабокрич)